# John van Altena
John van Altena (1947) is een voormalig Nederlandse rugbyinternational. Hij kwam uit voor Rugby Club Hilversum en voor het Nederlands rugbyteam. Met zijn 105 interlands is Van Altena in Nederland de speler met de meeste caps. 
Nadat Van Altena als speler gestopt is, heeft hij diverse trainersfuncties bekleed, waaronder de functie van bondscoach. 
Van Altena is benoemd tot erelid van de Nederlandse Rugby Bond en van Rugby Club Hilversum. 
Op 3 september 2011 is de John van Altena-tribune onthuld op Sportpark Berestein, waar rugbyclub Hilversum haar thuiswedstrijden speelt.